# Jăltușa, Kărdjali
Jăltușa (în bulgară Жълтуша) este un sat în comuna Ardino, regiunea Kărdjali,  Bulgaria. 

## Demografie
Componența etnică a satului Jăltușa
     Bulgari (79,32%)
     Nicio identificare (20,36%)
     Altele (0,71%)
La recensământul din 2011, populația satului Jăltușa era de 982 locuitori. Din punct de vedere etnic, majoritatea locuitorilor (79,32%) erau bulgari. Pentru 20,36% din locuitori nu este cunoscută apartenența etnică.